# Vítor Godinho
Pour les articles homonymes, voir Godinho.
Vítor Godinho, de son nom complet Vítor Manuel da Cruz Godinho, est un footballeur portugais né le 27 octobre 1944 au Portugal et mort le 15 juillet 2023. Il évoluait au poste de milieu.

## Biographie

### En club
Formé au CF Belenenses, il découvre la première division portugaise en 1963,,.
Après 14 saisons au sein du club lisboète, il devient joueur du SG Sacavenense en 1977,,.
Vítor Godinho raccroche les crampons après la saison 1980-1981,,.
Il dispute un total de 272 matchs pour 33 buts marqués en première division portugaise,. Au sein des compétitions européennes, il dispute 9 matchs en Coupe des villes de foires/Coupe UEFA pour aucun but marqué.

### En équipe nationale
International portugais, il reçoit une unique sélection en équipe du Portugal en 1975. Le 8 juin, il dispute un match contre Chypre dans le cadre des qualifications pour l'Euro 1976 (victoire 2-0 à Limassol).